# Volf Bergraser
Volf Bergraser (ur. 4 stycznia 1904 w Nowosielicy, zm. 13 listopada 1986) – francuski szachista, arcymistrz gry korespondencyjnej.

## Kariera szachowa
Od połowy lat. 50 do połowy 60. należał do grona najlepszych francuskich szachistów. Dwukrotnie (1957, Bordeaux i 1966, Grenoble) zdobył tytuł indywidualnego mistrza kraju. Pomiędzy 1954 a 1964 rokiem pięciokrotnie reprezentował narodowe barwy na szachowych olimpiadach. W roku 1967 wystąpił w bardzo silnie obsadzonym turnieju w Monte Carlo, wraz z Bobby Fischerem, Wasilijem Smysłowem, Jefimem Gellerem, Bentem Larsenem, Aleksandrem Matanoviciem, Svetozarem Gligoriciem, Williamem Lombardy, Győző Forintosem i Guyem Mazzoni. Występ ten jednak był całkowicie nieudany, gdyż Bergraser zremisował tylko ze swoim rodakiem, pozostałe partie przegrywając.
Znaczące sukcesy osiągnął również w szachach korespondencyjnych. W 1953, 1954 i 1955 trzykrotnie zdobył tytuł mistrza Francji. Dwukrotnie startował w finałach mistrzostw świata, zajmując XII (II mistrzostwa, 1956-59) i XI (IV mistrzostwa, 1962-65) miejsca. Wystąpił również w wielu wysokiej rangi międzynarodowych turniejach. Za swoje osiągnięcia, w roku 1981 otrzymał tytuł arcymistrza gry korespondencyjnej.
Według retrospektywnego systemu Chessmetrics, najwyżej sklasyfikowany był w listopadzie 1960 r., zajmował wówczas 310. miejsce na świecie.